# Tzedaká
Tzedaká (en hebreo: צדקה) es un concepto existente en el judaísmo relacionado con la solidaridad y la justicia social (Tikún Olam). La Tzedaká es uno de los preceptos más importantes del judaísmo rabínico, a tal punto que la tradición indica que ―junto a la Teshuvá (el arrepentimiento) y la Tefilá (la oración judía)― es una de las acciones humanas capaces de revertir los decretos divinos negativos.

## Tzedaká y justicia
Si bien el término Tzedaká es usualmente traducido como "caridad", la raíz de la palabra hebreo la conecta con el término justicia o rectitud (tzedek). El capítulo 19 de Levítico establece que: 
"Y cuando segareis las mieses de vuestra tierra, no acabarás de segar el rincón de tu campo, y las espigas verdes al cosechar tu mies, no recogerás; ni los granos de la uva de tu viña recogerás; para el pobre y para el peregrino los dejarás; Yo soy el Eterno, vuestro Dios". 
La intención es ofrecerle al necesitado una forma digna de ganar su alimento, sin ponerlo en la necesidad de rogar por una limosna, y este es uno de los principios que guían al precepto de la Tzedaká.
En este sentido, el concepto de Tzedaká se distingue del concepto de filantropía voluntaria, ya que la Tzedaká es una obligación ordenada por Dios a todos los judíos. Incluso una persona pobre o con necesidades materiales no está absuelta del precepto.
La Tzedaká se aplica a la donación a una causa digna: incluso si uno no puede cumplir con una Mitzvá por sí mismo, puede ayudar a otros a hacerlo, de esta manera aumenta el número de personas involucradas en el cumplimiento de la Mitzvá mediante el ejercicio de la Tzedaká.
Salvo casos excepcionales, el monto recomendado destinado a Tzedaká puede variar entre el 10 y el 20% de los ingresos, dependiendo de la situación económica de la persona.

## Niveles de Tzedaká
Maimónides, en su obra Mishné Torá, establece ocho niveles de Tzedaká, en orden decreciente:
1. Darle trabajo a una persona (u otorgarle un préstamo para que inicie un negocio), de forma tal que no dependa de la Tzedaká en el futuro. Quién da este tipo de Tzedaká ayuda a su prójimo no solo en lo inmediato sino a largo plazo. Hay cuatro subniveles:
  1. Darle trabajo a un necesitado, o ayudarlo a conseguir uno.
  2. Establecer una sociedad con el necesitado (es inferior al anterior ya que pone al receptor en una condición de inferioridad, ya que lo haría sentir que no aportó lo suficiente)[cita requerida].
  3. Otorgar un préstamo.
  4. Otorgar un regalo.
2. Dar anónimamente sin conocer la identidad del receptor.
3. Dar anónimamente conociendo la identidad del receptor.
4. Dar públicamente a un receptor anónimo.
5. Dar antes de que se le pida.
6. Dar por debajo de las posibilidades de uno después de que se le pida.[cita requerida]
7. Dar voluntariamente, pero menos por debajo de las posibilidades de uno.
8. Dar de mala manera.[4]